# Recchia simplicifolia
Recchia simplicifolia är en tvåhjärtbladig växtart som beskrevs av T. Wendt och E.J. Lott. Recchia simplicifolia ingår i släktet Recchia och familjen Surianaceae. Inga underarter finns listade i Catalogue of Life.